# Первомайск (Фалештский район)
Первома́йск (рум. Pervomaisc) — село в Фалештском районе Молдавии. Наряду с сёлами Помпа и Суворовка входит в состав коммуны Помпа.

## География
Село расположено на высоте 131 метров над уровнем моря.

## История
До 1950 г. носило название Синодиновка.

## Население
По данным переписи населения 2004 года, в селе Первомайск проживает 129 человек (61 мужчина, 68 женщин).
Этнический состав села:
| Национальность | Число жителей | Процентный состав |
| -------------- | ------------- | ----------------- |
| украинцы       | 85            | 65.89             |
| молдаване      | 33            | 25.58             |
| русские        | 9             | 6.98              |
| поляки         | 2             | 1.55              |
| Всего          | 129           | 100%              |